# Emery Molyneux
Emery Molyneux (/ˈɛməri ˈmɒlɪnoʊ/ EM-ə-ree MOL-ə-noh; morto em julho de 1598) foi um fabricante elisabetano inglês de globos, instrumentos matemáticos e material bélico. Seus globos terrestres e celestes, publicados pela primeira vez em 1592, foram os primeiros a serem fabricados na Inglaterra e os primeiros a serem produzidos por um inglês.
Molyneux foi um matemático reconhecido e produtor de vários instrumentos matemáticos, como o compasso e os relógios de areia. Ele se familiarizou com muitos homens de destaque da época, incluindo o escritor Richard Hakluyt e os matemáticos Robert Hues e Edward Wright. Ele também conhecia os exploradores Thomas Cavendish, Francis Drake, Walter Raleigh e John Davis. Davis provavelmente apresentou Molyneux a seu próprio patrono, o comerciante de Londres William Sanderson, que financiou amplamente a construção dos globos. Quando concluídos, os globos foram apresentados a Elizabeth I. Os globos maiores foram adquiridos pela realeza, nobres e instituições acadêmicas, enquanto os menores foram adquiridos como auxílio prático à navegação para marinheiros e estudantes. Os globos foram os primeiros a serem produzidos de tal maneira que não foram afetados pela umidade no mar e passaram a ser utilizados nos navios em geral.
Molyneux emigrou para Amsterdã com sua esposa em 1596 ou 1597. Conseguiu angariar o interesse dos Estados Gerais, o parlamento das Províncias Unidas, por um canhão que ele havia inventado, mas morreu subitamente em junho de 1598, aparentemente em situação de pobreza. A indústria de fabricação de globos na Inglaterra morreu com ele.
Acredita-se que apenas seis de seus globos ainda existam. Três estão na Inglaterra, dos quais um par constituído por um globo terrestre e um celeste é de propriedade do Middle Temple e exibido em sua biblioteca, enquanto um globo terrestre está na Petworth House em Petworth, West Sussex.